# 동산역
동산역(Dongsan station, 東山驛)은 대한민국 전북특별자치도 전주시 덕진구 고랑동에 있는 철도역으로, 전라선의 역이자 전주공단지역으로 연결된 북전주선의 분기 지점이기도 하다. 컨테이너 중심의 화물 수송역으로, 여객 취급은 2009년 7월 1일에 중단되었다. 전라선 복선 전철화 사업의 일환으로 역사를 현 위치에서 약 100m 정도 이전 신축하였다. 역명은 옛 완주군 조촌면의 중심지였던 동산리(東山里, 현 전주시 덕진구 여의동2가)에서 유래하였다. 이는 일제의 잔재이기 때문에 전주시에서는 동산동을 여의동으로 변경했고, 공식 역명 변경이 되지 않은 상태에서 동산역 앞의 시내버스 정류장 명칭을 여의역으로 변경함과 함께 철도역명 변경을 요구한 상태이다.

## 역사
- 1915년 1월 16일 : 보통역으로 영업 개시
- 1977년 5월 16일 : 수소화물 취급 중지
- 1981년 3월 22일 : 전라선 동산역-신리역 구간 이설에 따른 역 이설(고랑동 714-17 인근)
- 1982년 5월 1일 : 북전주역 관리역으로 지정됨
- 1988년 10월 27일 : 화물 취급 개시 (컨테이너 화물만)[1]
- 1989년 1월 23일 : 컨테이너야드 조성
- 1996년 7월 11일 : 5급역으로 승격[2]
- 2009년 7월 1일 : 여객 취급 중지
- 2011년 11월 30일 : 전라선 복선 전철화 익산-동산 구간 개통, 역사 신축
- 2013년 8월 19일 : 컨테이너야드 개선[3]

## 사진

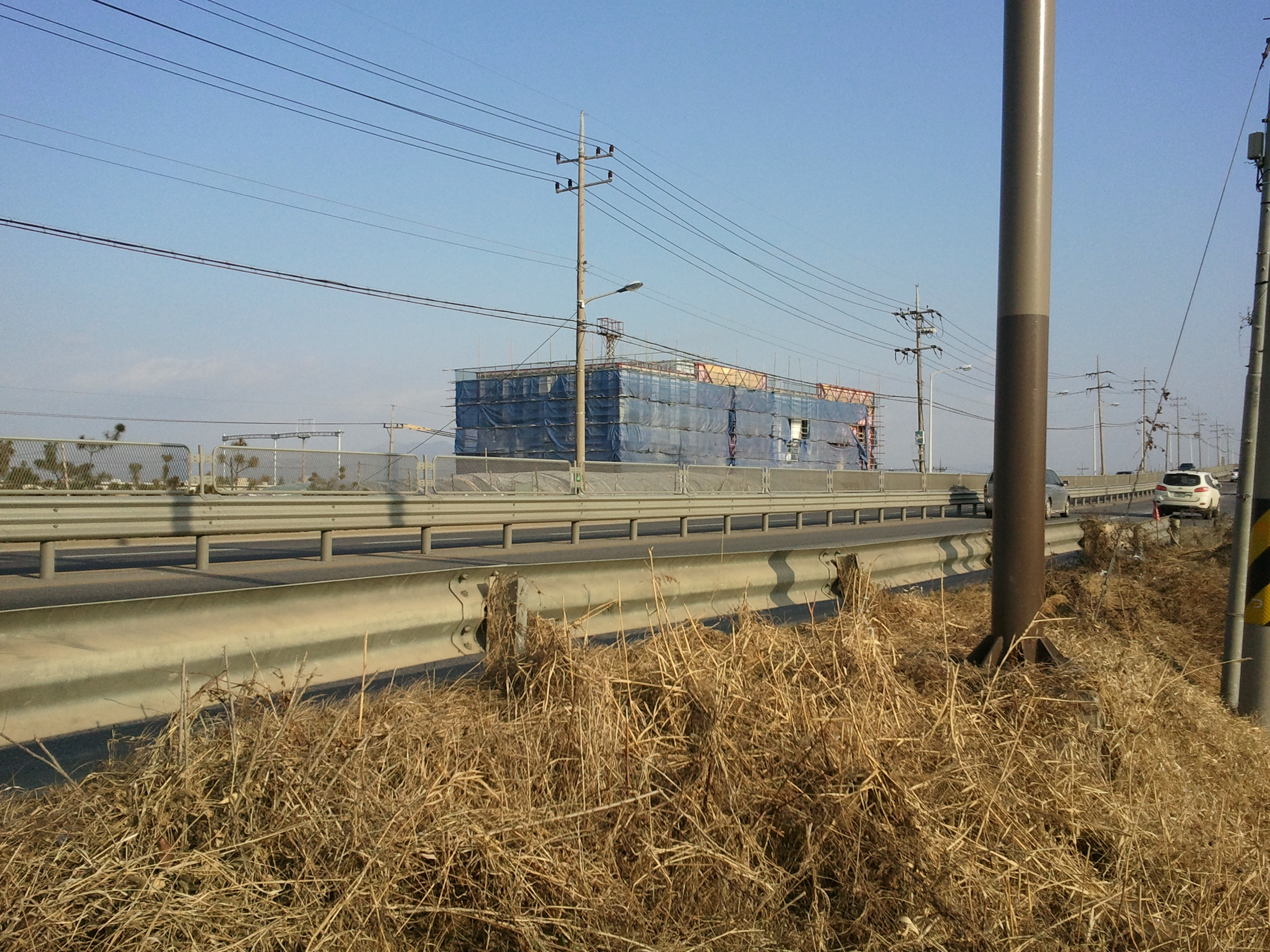
공사중인 신역사
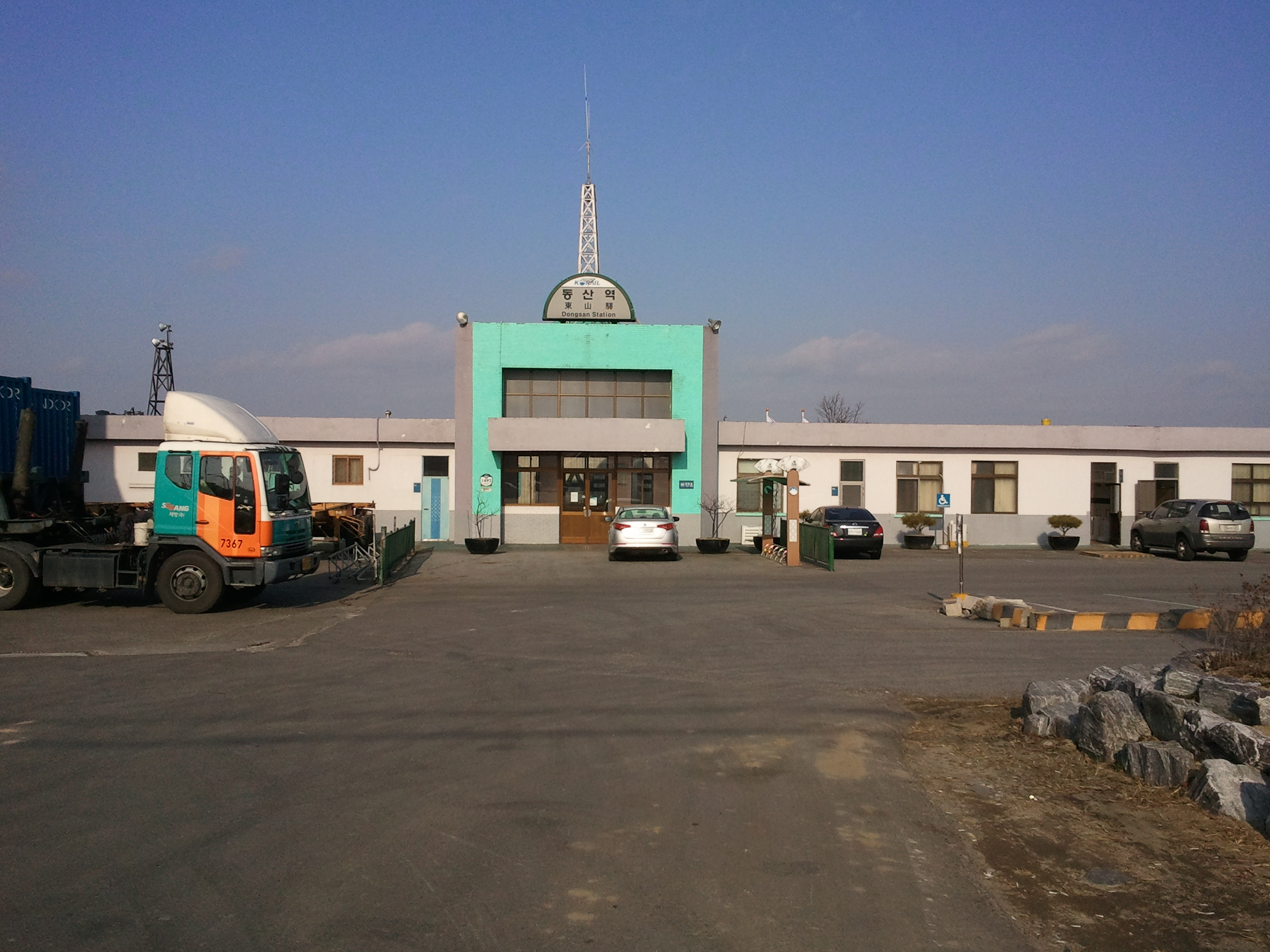
구역사